# Madeleine Richter
Madeleine Ingrid Elisabeth Richter, född 16 mars 1941 i Uppsala, är en svensk skådespelare. Hon studerade vid Teaterhögskolan i Malmö 1965-1968 tillsammans med Agneta Ekmanner, Suzanne Bergh-Danielsson, Claire Wikholm, Gustaf Elander, Thomas Hellberg, Conny Larsson, Leif Stålhammer, Veronica Sinclair och Vanja Svensson.

## Filmografi
| År   | Roll            | Produktion | Noter    |
| ---- | --------------- | ---------- | -------- |
| 1977 | Svensklärarinna | Mackan     |          |
| 1986 |                 | Isas fläta | Kortfilm |

## Teater

### Roller
| År   | Roll   | Produktion                                                      | Regi                | Teater                   |
| ---- | ------ | --------------------------------------------------------------- | ------------------- | ------------------------ |
| 1968 |        | SOS eller Sanningen om säkerheten Tore Zetterholm               | Lars Göran Carlson  | Helsingborgs stadsteater |
| 1968 | Anja   | Körsbärsträdgården (Вишнёвый сад, Visjnjovyj sad) Anton Tjechov | Lars-Levi Læstadius | Helsingborgs stadsteater |
| 1968 | Clara  | Presidentkandidaterna V.V. Järner                               | Lars-Levi Læstadius | Helsingborgs stadsteater |
| 1969 |        | Sandlådan Kent Andersson och Bengt Bratt                        | Lars-Levi Læstadius | Helsingborgs stadsteater |
| 1970 | Ingrid | Kattorna Walentin Chorell                                       | Martin Söderhjelm   | Helsingborgs stadsteater |